# 原竜太
原 竜太（はら りゅうた、1981年4月19日 - ）は、東京都目黒区出身
の元サッカー選手。ポジションはFW。

## 略歴
横浜フリューゲルスのジュニアユースから市立船橋高校に進み、1998年に高校総体、3年次の1999年に高校選手権に優勝した。4得点をあげた1999年度高校選手権での活躍を評価されて名古屋グランパスエイトからオファーを受ける。
名古屋では初年度からスーパーサブとして起用され、12試合で2ゴールをあげる。2001年はサテライトリーグでは好成績を残したが、トップチームでの出場は2試合のみだった。3年目の2002年、同じポジションにイヴィツァ・ヴァスティッチやウェズレイといった選手がおり出番が限られるなか、短い出場時間で18試合で5得点。得点はすべて2ndステージに入ってからのもので、いずれも試合の行方を決定付けるようなゴールだった。その活躍から2003年に入ると山本昌邦が監督を務めるアテネオリンピックに向けたU-22日本代表に選ばれ、同年のカタール国際大会、エジプト国際大会などに出場した。2003年は出場機会が減り、とりわけ2ndステージは4試合155分の出場にとどまった。名古屋には4シーズン在籍し、通算成績は51試合出場9得点だった。
2004年はJ2の京都パープルサンガに期限付き移籍。出場機会を求めての移籍であり、同年のアテネオリンピック出場も目標としていたが、12試合出場無得点に終わった。
2005年1月、J2のモンテディオ山形へ期限付き移籍、同年6月に完全移籍。山形では加入1年目の2005年にチーム最多となる12ゴールを記録。2年目はおもにスーパーサブ的な役割で起用されたが、同シーズン限りで戦力外となり退団した。
2007年から2009年は湘南ベルマーレでプレー。1年目には自身2度目となる二桁得点をJ2リーグで記録した。2009年12月、クラブより契約満了が発表される。当初は現役続行の意志を持ち、Jリーグ合同トライアウトにも参加したが、2010年1月15日、自身のブログで引退を表明した。
引退後は父親が経営する不動産業に携わる。

## 所属クラブ
ユース経歴
- 1987年 - 1993年 向原SC
- 1994年 - 1996年 横浜フリューゲルスジュニアユース
- 1997年 - 1999年 市立船橋高校

プロ経歴
- 2000年 - 2003年 名古屋グランパスエイト
  - 2004年 京都パープルサンガ（期限付き移籍）
  - 2005年1月-6月 モンテディオ山形（期限付き移籍）
- 2005年6月 - 2006年 モンテディオ山形
- 2007年 - 2009年 湘南ベルマーレ

## 個人成績
| 国内大会個人成績 | 国内大会個人成績 | 国内大会個人成績 | 国内大会個人成績 | 国内大会個人成績 | 国内大会個人成績 | 国内大会個人成績 | 国内大会個人成績 | 国内大会個人成績 | 国内大会個人成績 | 国内大会個人成績 | 国内大会個人成績 |
| 年度             | クラブ           | 背番号           | リーグ           | リーグ戦         | リーグ戦         | リーグ杯         | リーグ杯         | オープン杯       | オープン杯       | 期間通算         | 期間通算         |
| 年度             | クラブ           | 背番号           | リーグ           | 出場             | 得点             | 出場             | 得点             | 出場             | 得点             | 出場             | 得点             |
| 日本             | 日本             | 日本             | 日本             | リーグ戦         | リーグ戦         | リーグ杯         | リーグ杯         | 天皇杯           | 天皇杯           | 期間通算         | 期間通算         |
| ---------------- | ---------------- | ---------------- | ---------------- | ---------------- | ---------------- | ---------------- | ---------------- | ---------------- | ---------------- | ---------------- | ---------------- |
| 2000             | 名古屋           | 20               | J1               | 12               | 2                | 2                | 0                | 2                | 0                | 16               | 2                |
| 2001             | 名古屋           | 20               | J1               | 2                | 1                | 2                | 0                | 0                | 0                | 4                | 1                |
| 2002             | 名古屋           | 20               | J1               | 18               | 5                | 2                | 0                | 3                | 2                | 23               | 7                |
| 2003             | 名古屋           | 20               | J1               | 19               | 1                | 5                | 0                | 0                | 0                | 24               | 1                |
| 2004             | 京都             | 20               | J2               | 12               | 0                | -                | -                | 1                | 2                | 13               | 2                |
| 2005             | 山形             | 11               | J2               | 36               | 12               | -                | -                | 0                | 0                | 36               | 12               |
| 2006             | 山形             | 11               | J2               | 27               | 5                | -                | -                | 2                | 1                | 29               | 6                |
| 2007             | 湘南             | 20               | J2               | 39               | 11               | -                | -                | 2                | 1                | 41               | 12               |
| 2008             | 湘南             | 20               | J2               | 31               | 5                | -                | -                | 1                | 1                | 32               | 6                |
| 2009             | 湘南             | 20               | J2               | 11               | 1                | -                | -                | 1                | 0                | 12               | 1                |
| 通算             | 日本             | 日本             | J1               | 51               | 9                | 11               | 0                | 5                | 2                | 67               | 11               |
| 通算             | 日本             | 日本             | J2               | 156              | 34               | -                | -                | 7                | 5                | 163              | 39               |
| 総通算           | 総通算           | 総通算           | 総通算           | 207              | 43               | 11               | 0                | 12               | 7                | 230              | 50               |

## 代表歴
- 1999年 U-19日本代表候補
- 2003年 U-22日本代表